# 서울특별시 시민안전파수꾼
서울특별시 시민안전파수꾼은 서울시민이 재난 및 사고 등이 발생한 상황에서 위기상황판단 및 응급처치를 통해 자신은 물론 이웃을 안전하게 대피시키고 효과적으로 대응할 수 있도록 서울소방본부에서 교육하고 관리하는 시민을 말한다.

## 배경

### 공동체 의식
한국은 농경생활을 통해 형성된 상부상조 정신이 생활 전반에 뿌리내려 있으며 계, 향약, 두레, 품앗이 문화를 통해 이웃에게 도움을 주는 공동체 의식이 강하다. 서울소방본부는 이러한 공동체 정신을 바탕으로 각종 재난, 위험 상황에서 시민들이 서로 도와 안전하게 대피하거나 대처할 수 있도록 하기 위해 시민안전파수꾼을 양성하기로 계획하였다.

### 황금시간
재난의 대부분은 시민들의 초기 대응이 미숙한 경우가 많았다. 소방대원이 도착하기 전까지 짧은 시간 동안 주변의 시민이 제대로 대응할 경우 큰 피해를 낳을 수도 있는 재난을 미연에 막을 수 있다. 서울특별시는 소방대원이 도착 전에 활동할 수 있는 시민을 양성하고자 하였다. 재난초기대응능력을 갖춘 10만 명 의 시민안전파수꾼을 길러내어 안전문화를 확산할 수 있는 주춧돌로 삼고자 하는 것이 목표였다. 시민안전파수꾼은 재난 등 위기상황에서 문제를 인지하고 상황을 판단하여 자신은 물론 주변 사람들을 안전하게 대피하거나 대처할 수 있도록 자발적으로 초기대응에 참여하여 재난현장 황금시간 목표 달성에 기여한다.

## 역할[3]
1. 가정·직장·사회 각 분야에서 안전관리 생활화
2. 이웃과 소통을 통한 지역사회의 안전과 화합 도모
3. 위험요소 사전예방활동 참여
4. 재난 및 사고 초기대응활동 참여
5. 성숙한 시민 안전의식 선도

## 교육과정

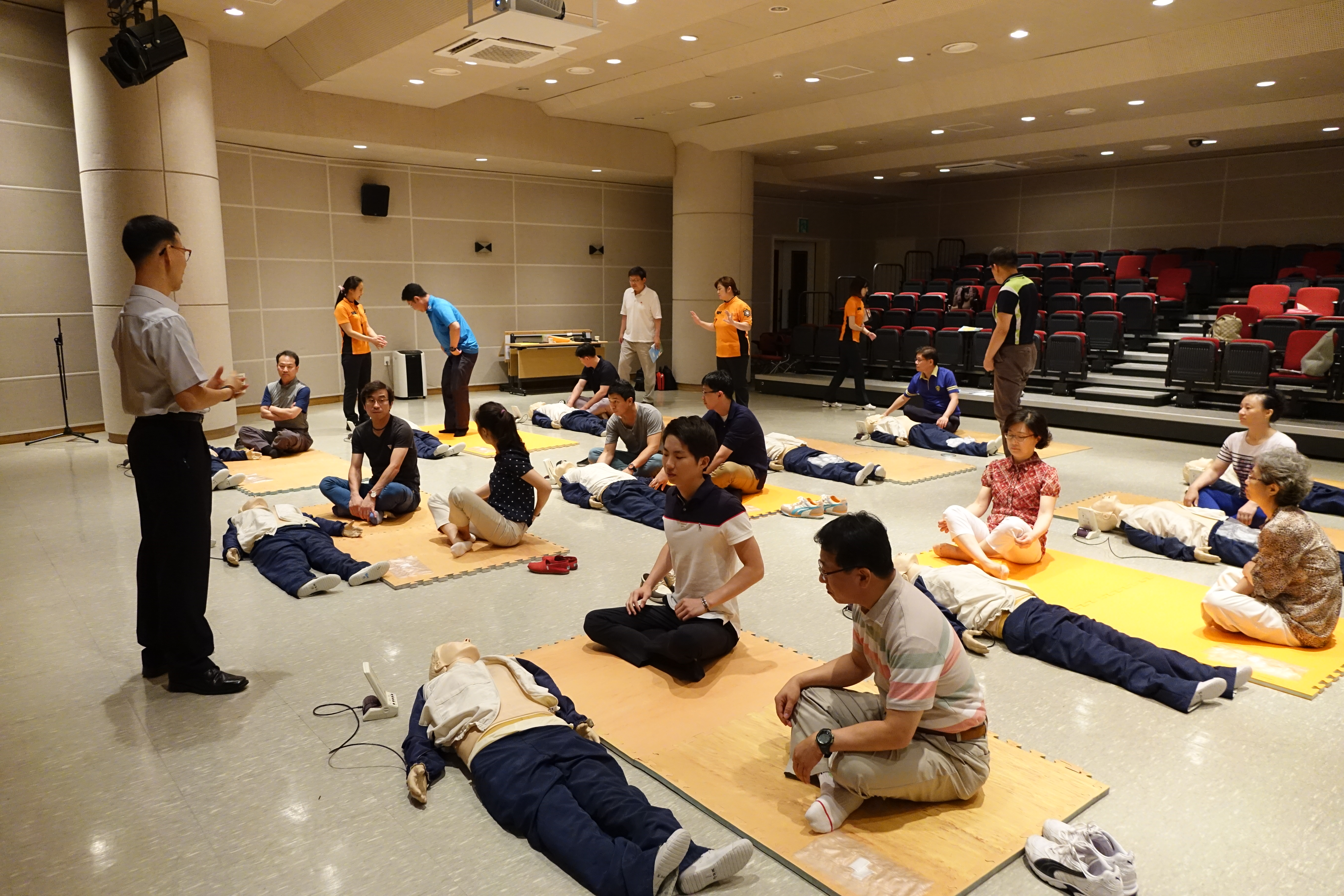
2015년 7월 서울특별시교육청 직원 교육 (보라매안전체험관)

서울시가 제공하는 8시간의 기본 안전교육을 이수하고 시민안전파수꾼이 되기로 동의하여야한다. 교육은 주로 서울소방본부 산하 안전체험관에서 진행된다.
| 구분     | 교육과목                  | 세부과목            | 교육시간 |
| -------- | ------------------------- | ------------------- | -------- |
| 기본교육 | 안전의식 및 위기상황판단  | 안전의식 함양       | 2시간    |
| 기본교육 | 안전의식 및 위기상황판단  | 위기상황판단능력    | 2시간    |
| 기본교육 | 심폐소생술 등 응급처치    | 심페소생물(CPR)     | 3시간    |
| 기본교육 | 심폐소생술 등 응급처치    | 기타응급처치        | 3시간    |
| 기본교육 | 재난대응 표준안전행동요령 | 재난대응 기본원칙   | 3시간    |
| 기본교육 | 재난대응 표준안전행동요령 | 초기대처요령        | 3시간    |
| 심화교육 | 테마별 재난대응           | 대상별 재난대응요령 | 4시간    |
| 심화교육 | 테마별 재난대응           | 장소별 재난대응요령 | 4시간    |